# Tramwaje w Serbii
Tramwaje w Serbii – systemy komunikacji tramwajowej działające dawniej i obecnie na terenie Serbii.
Według stanu z kwietnia 2020 roku w Serbii istnieje tylko jeden, wąskotorowy system tramwajowy w stołecznym Belgradzie.

## Charakterystyka
Historycznie najmłodsza sieć tramwajowa znajdowała się w Niszu, a najstarsza w Belgradzie. Największa sieć położona była w Belgradzie, z kolei najmniejsza w Suboticy. Większość systemów tramwajowych funkcjonowała na północy dzisiejszej Serbii. W czasach Socjalistycznej Federacyjnej Republiki Jugosławii zlikwidowano systemy tramwajowe w Niszu (1958), Nowym Sadzie (1958) i Suboticy (1974). Od 1991 r. planowana jest budowa nowego systemu w Nowym Sadzie.

## Systemy
| Miasto lub obszar | Operator                                    | Rozstaw | Długość sieci | Data     | Data           | Data        | Artykuł                 |
| Miasto lub obszar | Operator                                    | Rozstaw | Długość sieci | otwarcia | elektryfikacji | likwidacji  | Artykuł                 |
| ----------------- | ------------------------------------------- | ------- | ------------- | -------- | -------------- | ----------- | ----------------------- |
| Belgrad           | Gradsko saobraćajno preduzeće Beograd       | 1000 mm | 42 km         | 1892     | 1894           | funkcjonuje | Tramwaje w Belgradzie   |
| Nisz              |                                             |         | 12 km         | 1930     | 1930           | 1958        | Tramwaje w Niszu        |
| Nowy Sad          |                                             |         |               | 1911     | 1911           | 1958        | Tramwaje w Nowym Sadzie |
| Subotica          | Subotički električni tramvaj i osvjetljenje |         | 10 km         | 1897     | 1897           | 1974        | Tramwaje w Suboticy     |